# David Morley (Diplomat)

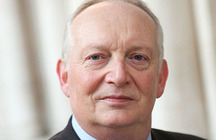
David Morley

David John Morley (* 23. Oktober 1954 in Reading) ist ein britischer Diplomat.

## Leben
David Morley trat 1973 in den Dienst des Foreign and Commonwealth Office (FCO). Ab den 13. September 2007 war er als Administrator von Tristan da Cunha, einer Inselgruppe im südlichen Atlantischen Ozean das zum Britischen Überseegebiet gehört, eingesetzt. Diese Aufgabe als Administrator endete 2010.
Als Botschafter war Morley von Mai 2011 von der Regierung David Cameron als britischer Hochkommissar nach dem westafrikanischen Gambia entsandt worden, er löste Philip Sinkinson ab. In seiner Amtszeit trat Gambia 2013 unter der Regierung Jammeh aus dem Commonwealth aus, so dass sein Status als Hochkommissar sich in einem Botschafter änderte (Gambia trat unter der Regierung Barrow 2018 wieder in dem Commonwealth ein). Seine Amtszeit endete im Oktober 2013, Morley trat seinen Ruhestand an. Colin Crorkin wurde im Juni 2014 sein Nachfolger in Gambia.

## Familie
David Morley ist der Sohn von John Morley and Jean Morley. Er heiratete 1978 Jacqueline Ann Wells.